# Rikard Svensson (skådespelare)
Anders Markus Rikard Svensson, född 15 augusti 1973 i Snöstorp, är en svensk skådespelare, dansare, regissör och manusförfattare. 

## Biografi
Svensson kom in på Teaterhögskolan i Stockholm 1997 och har bland annat varit verksam på Dramaten. 2013 medverkade Rikard Svensson i två roller i filmen Återträffen av Anna Odell.  Sommaren 2018 hade Rikard Svensson premiär med sin första egna film (manus/regi) Dansa först, en fristående  spelfilm utan statligt stöd, som ändå lyckades ta sig upp på bio.

## Filmografi
- 2002 – Beck – Okänd avsändare
- 2003 – Lillebror på tjuvjakt
- 2003 – Paragraf 9 (TV-serie)
- 2008 – Oskyldigt dömd (TV-serie)
- 2013 – Återträffen
- 2015 – Jordskott (TV-serie)
- 2018 – Den blomstertid nu kommer
- 2018 – Dansa först
- 2022 – Dogborn

## Teater

### Roller (ej komplett)
| År   | Roll                                                  | Produktion                                                                       | Regi                  | Teater                    |
| ---- | ----------------------------------------------------- | -------------------------------------------------------------------------------- | --------------------- | ------------------------- |
| 2000 | Grumio                                                | Att tukta en argbigga (The Taming of the Shrew) William Shakespeare              | Pontus Plaenge        | Shakespeare på Gräsgården |
| 2001 |                                                       | Slutet gott! Allting gott? (All's Well That Ends Well) William Shakespeare       | Pontus Plaenge        | Shakespeare på Gräsgården |
| 2001 | Edouard, Mathildes son                                | Tillbaka till öknen (Le Retour au désert) Bernard-Marie Koltès                   | Staffan Valdemar Holm | Dramaten                  |
| 2002 |                                                       | Tolvskillingsoperan (Die Dreigroschenoper) Bertolt Brecht och Kurt Weill         | Åsa Melldahl          | Östgötateatern            |
| 2005 | Pompejus                                              | Lika för lika (Measure for Measure) William Shakespeare                          | Yannis Houvardas      | Dramaten                  |
| 2011 | Benvolio 3:e vakten Ersättare Broder John             | Romeo och Julia (The Tragedy of Romeo and Juliet) William Shakespeare            | John Caird            | Dramaten                  |
| 2014 | Muribellum Skrjabin Bosoj Lastotjkin Detektiv Solokov | Mästaren och Margarita (Мастер и Маргарита, Master i Margarita) Michail Bulgakov | Stefan Metz           | Dramaten                  |
| 2015 | Antonio                                               | Trettondagsafton (Twelfth Night, or What You Will) William Shakespeare           | Åsa Melldahl          | Dramaten                  |